# Касл, Барбара
Барбара Касл, баронесса Касл Блэкбёрнская (до замужества Беттс, англ. Barbara Anne Castle, Baroness Castle of Blackburn; 6 октября 1910, Честерфилд, графство Дербишир, Великобритания — 3 мая 2002, Чилтерн, графство Бакингемшир, Великобритания) — британский государственный деятель, министр здравоохранения и социальных служб Великобритании (1974—1976). До 2007 года она удерживала рекорд по продолжительности непрерывного пребывания в Палате общин среди женщин-политиков. Считалась одним из самых влиятельных британских лейбористов XX века.

## Биография

### Ранние годы. Образование. Начало карьеры
Была младшей из трех дочерей в семье налогового инспектора, выросла в Понтефракте и Брэдфорде; с юных лет имела приверженность к социалистическим убеждениям и еще подростком вступила в Лейбористскую партию. Хотя отцу было запрещено заниматься официальной политической деятельностью из-за его статуса государственного служащего, в Брэдфорде он стал редактором городской социалистической газеты «Брэдфорд Пайонир». Мать была домохозяйкой, при этом избиралось муниципальным советником от лейбористов в Брэдфорде.
Очень успешно училась в женских гимназиях, затем окончила колледж Сент-Хью в Оксфорде, получив после трёх лет обучения степень бакалавра в области философии, политики и экономики. Во время обучения активно выступала против элитарных традиций Оксфорда.
В 1937 г. она была избрана в городской совет лондонского района Сент-Пакрас, в котором состояла до 1945 года. В 1944 г. вышла замуж за Тэда Касла и тогда же стала корреспондентом Daily Mirror. На протяжении всего периода Второй мировой войны являлась старшим административным офицером в Министерстве продовольствия, а во время нацистских бомбардировок Блиц — смотрителем «Мер предосторожности при воздушных налетах» (ARP).

### В Палате общин
В 1945 г. был впервые избрана в Палату общин от Блэкберна. Хотя она выросла в похожих северных промышленных городах, у нее не было никакой предварительной связи с Блэкберном. Стремясь не выступать в качестве просто партийного кандидата, она училась ткачеству и прядению и проводила время, проживая в местной семье. В своей первой парламентской речи она рассказала о проблемах, с которыми сталкиваются военнослужащие, проходящие демобилизацию. Одновременно она заняла пост личного парламентского секретаря председателя Совета по торговле Стаффорда Криппса, который знал ее по совместной работе в довоенной Социалистической лиге. Когда в 1947 г. его сменил на этом посту Гарольд Вильсон, он сохранил за Касл занимаемую должность, что в дальнейшем привело к их многолетнему успешному сотрудничеству. В 1949—1950-х гг. занимала пост заместителя представителя Великобритании на Генеральной Ассамблее Организации Объединенных Наций. Широкую общественную известность получила в 1950 году своими выступлениями в поддержку деколонизации и против апартеида.

### В правительстве Великобритании
Занимала различные должности в правительствах Гарольда Вильсона. Была четвертой женщиной в истории Великобритании, занявшей министерский пост.
В 1964—1965 гг. — министр по вопросам зарубежного развития. На этом посту в июне 1965 г. он объявила о предоставлении беспроцентных ссуд для оказания помощи некоторым странам, причем не только членам Содружества. В августе она опубликовала свою правительственную белую книгу «Развитие за рубежом: работа нового министерства». В ней, в частности, было дано обещание увеличить расходы на помощь до 1 % ВВП, что почти вдвое превышало расходы консервативного кабинета, которые она до сих пор считала завышенными. Однако ввиду оппозиции внутри кабинета министров сумма роста отчислений в итоге оказалась незначительной.
В 1965—1968 гг. — министр транспорта. Это решение было подвергнуто критике со стороны оппозиции, поскольку Касл не имела водительских прав. На этом посту она сделала акцент на усилении мер по безопасности дорожного движения, заявив, что Гитлеру не удалось убить столько гражданских лиц в Британии, сколько было убито на дорогах страны в послевоенное время. Именно благодаря её усилиям был принят закон об обязательном использовании водителями автомобилей ремней безопасности, также по её инициативе дорожно-патрульные службы стали использовать устройства-алкотестеры. За 12 месяцев, прошедших после введения алкотестера, правительственные данные показали, что смертность на дорогах снизилась на 16,5 %. Также было установлено национальное ограничение скорости (70 миль в час). Добилась принятия закона, согласно которому все новые автомобили должны быть оснащены ремнями безопасности. Она же впервые указала на значимость развития общественного транспорта, а не расширения дорожной сети, как инструмента решения проблем пробок в крупных мегаполисах.
В области развития инфраструктуры она утвердила концепцию строительства моста Хамбера, который стал самым длинным подвесным мостом в мире после его открытия в 1981 г. Осуществляла контроль над закрытием приблизительно 2050 миль железных дорог, при этом отказалась от ликвидации нескольких линий и в «Законе о транспорте» ввела первые правительственные субсидии для убыточных, но социально необходимых железнодорожных маршрутов.
В 1968—1970 гг. — первый государственный секретарь и министр занятости. Добилась принятия «Закона о равной оплате» (1970), уравнивавшей оплату труда женщин и мужчин. Выпустив «Белую книгу» министерства под заголовком «На месте раздора», она предложила ограничить влияние профсоюзов, что вызвало острый внутрипартийный конфликт и резкую критику ее главного оппонента Джеймса Каллагэна. Многие аналитики считают этот раскол по профсоюзному вопросу причиной поражения лейбористов на выборах 1970 г., что привело к резкому ухудшению отношений с Гарольдом Вильсоном.
В 1971—1972 гг. — министр здравоохранения и социальных служб в официальной оппозиции, в 1974—1976 гг. — министр здравоохранения и социальных служб. В период работы в правительстве инициировала большое количество социальных реформ и нововведений, в том числе введение пособия на транспортные расходы, пособия по инвалидности (1976) для одиноких женщин и других лиц, которые были вынуждены оставить свою работу по уходу за тяжелобольными родственниками, расширения пенсионного обеспечения по инвалидности, увязывание большинства пособий по социальному обеспечению с заработком, а не с ценами. Кроме того, пособия на детей стали выплачиваться непосредственно матерям, а не прибавляться к заработной плате отцов и были установлены пособия на первого ребенок, а не только на последующих, как было ранее.
При проведении Референдума о продолжении членства в Евросоюзе Великобритании (1975) выступала за выход Великобритании из союза.
С вступлением в должность премьер-министра Джеймс Каллагэн незамедлительно отправил Касл в отставку с поста министра здравоохранения и социальных служб.

### Европарламент и пожизненное пэрство
С 1979 по 1989 год являлась депутатом Европейского парламента от Большого Манчестера, где руководила фракцией британских лейбористов. На тот момент она была единственным британским депутатом Европарламента, ранее занимавшим должность в кабинете министров. В 1982 году она написала в партийном издании New Statesman, что лейбористы должны отказаться от своего противостояния британскому членству в ЕЭС, а должна найти в нем свое место.
В 1990 г. королева Елизавета II пожаловала ей пожизненное пэрство. В 2001 г. в должности члена Палаты лордов подвергла критике канцлера казначейства Гордона Брауна за его отказ связать пенсии с доходами. Была критиком «блэризма» и «Нового лейборизма», который она оценивала как принятие рыночной экономики, безоговорочной глобализации и доминирования транснациональных корпораций.
Ее дневники были опубликованы в двух томах в 1980 и 1984 гг., в них рассказывалось о ее работе в правительстве с 1964 по 1976 г.
Входила в состав королевского Тайного совета.

## В кино
Кинообразы политика были созданы британской актрисой Мирандой Ричардсон в фильме «Сделано в Дагенхэме» (2010), посвященном забастовке 1968 г. на сборочном заводе «Форд Дагенхэм» и актрисой Софи-Луизой Данн в сценической музыкальной адаптации фильма 2014 г. В третьем сезоне сериала «Корона» роль Касл исполнила Лоррейн Эшборн.

## Награды и звания
Награждена южно-африканским серебряным орденом Компаньонов О. Р. Тамбо за вклад в борьбу против системы апартеида и большим крестом ордена «За заслуги перед Федеративной Республикой Германия» (1990).
Почетный доктор Открытого университета (посмертно).